# 鹽橋

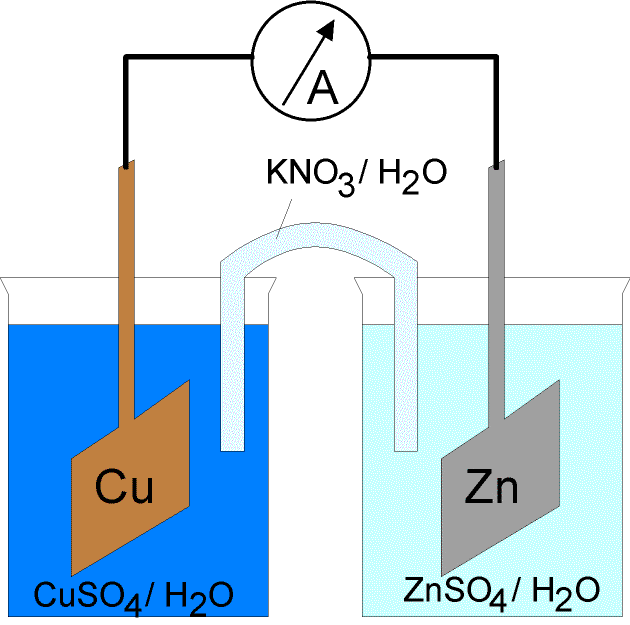
使用KNO3玻璃管型鹽橋的電化電池。

鹽橋 (Salt bridge) 在化學上是指一種實驗裝置，用以連接賈凡尼電池（伏打電池，一種電化電池）的氧化半電池和還原半電池。鹽橋通常分為兩類：玻璃管型和濾紙型。

## 玻璃管型鹽橋
此型鹽橋由U型管和填滿管內的相對惰性電解質組成。電解質通常使用饱和氯化鉀（KCl）或硝酸铵（NH
4NO
3）。瓊脂經常用以使電解質膠凝（gelification）。
玻璃管型鹽橋導電度大部分取決於電解質溶液的濃度。未飽和前增加濃度可增加導電度。過飽和的電解質和管徑狹窄可能降低導電度。

### 玻璃管型盐桥的作用
當電子自賈法尼電池（原电池）的一個半電池流向另一個，因为正负极会相应的积累相反的电荷，（注意不是由于正负离子扩散速度不同，造成電荷差異）。若未使用鹽橋，此電荷差異將附加到电池的总体电动势上，从而降低电池电势。此电动势被称作液接电势。使用盐桥后，原本两半电池中电解质溶液的液相接界就变为盐桥与电解质溶液的接界。由于盐桥中离子活度很大，离子扩散以盐桥中的离子为主；又因为盐桥中两种离子的扩散速度相近，故液接电势得以减小，在一般精度要求下，可以认为消除了液接电势。

## 濾紙型鹽橋
此型鹽橋由浸潤過适当電解質的濾紙組成。因為濾紙本身已提供可傳導的固體介質，故不需要膠凝的媒介。
濾紙型鹽橋導電度取決於多個因素：電解質溶液的濃度、濾紙的構造及濾紙的吸附能力。一般而言，濾紙結構愈平滑、吸附能力愈高，則導電度愈大。
置於两個半電池間的多孔碟或其它多孔障壁可以取代滤纸型鹽橋，它們的用途基本相同——仅作为两半池之间导通媒介。